# Sergio Obeso Rivera
Sergio Obeso Rivera, né le 31 octobre 1931 à Xalapa et mort le 11 août 2019 dans la même ville, est un prélat catholique mexicain, archevêque émérite de Xalapa. 
Il a été créé cardinal lors du consistoire du 29 juin 2018.